# Ceratobuliminoidea
Ceratobuliminoidea, tradicionalmente denominada Ceratobuliminacea, es una superfamilia de foraminíferos del suborden Robertinina y del orden Robertinida. Su rango cronoestratigráfico abarca desde el Pliensbachiense (Jurásico inferior) hasta la Actualidad.

## Clasificación
Ceratobuliminoidea incluye a las siguientes familias:
- Familia Ceratobuliminidae
- Familia Epistominidae